# Ayila Yussuf
Atanda Ayila Yussuf (n. 4 noiembrie 1984, Lagos, Nigeria) este un fotbalist aflat sub contract cu Dinamo Kiev.